# جو ديكنسون
جو ديكنسون (بالإنجليزية: Joe Dickinson)‏ هو لاعب كرة قدم أمريكية أمريكي، ولد في 17 يوليو 1956.